# Omaha Nighthawks
Gli Omaha Nighthawks furono una franchigia professionistica di football americano con sede a Omaha, Nebraska, che giocava nella United Football League, a cui partecipò come expansion team nel 2010. Nella loro prima stagione, i Nighthawks giocarono le loro gare casalinghe al Johnny Rosenblatt Stadium, per poi trasferirsi al TD Ameritrade Park Omaha dalla stagione 2011. Zach Nelson, amministratore delegato del provider internet NetSuite, fu annunciato come proprietario di maggioranza nell'agosto 2010.

## Storia

### 2010
Il 15 aprile 2010, a Omaha fu assegnata una franchigia di espansione nella UFL, con l'ex capo-allenatore del Boston College Jeff Jagodzinski che fu nominato allenatore della squadra. La franchigia permise ai tifosi di scegliere il nome della squadra inviando la propria proposta o scegliendo tra una lista di nomi pre-selezionati (Mustangs, Spirit, Navigators o Stags). I Nighthawks presero ufficialmente il loro nome il 5 maggio 2010. Il nome è parzialmente derivato dal Lockheed F-117 Nighthawk, lo stealth fighter usato dalla United States Air Force.
Il 21 settembre, il martedì precedente alla loro prima gara della storia, fu annunciato che i 24.000 posti disponibili per la gara di debutto contro gli Hartford Colonials erano andati tutti esauriti per la prima volta nella storia della UFL. Omaha sconfisse i Colonials 27–26.
Il 3 gennaio 2011, Jagodzinski fu licenziato dai Nighthawks dopo aver perso quattro partite consecutive che fecero chiudere la prima stagione con un bilancio di 3-5. Nove giorni dopo, Joe Moglia fu nominato presidente e capo-allenatore della squadra.

### 2011
La stagione 2011 si concluse in modo pessimo per la franchigia, che vinse una sola partita contro i Sacramento Mountain Lions a fronte di quattro sconfitte. Moglia lasciò la posizione di capo-allenatore dei Nighthawks nel dicembre 2011 per allenare alla Coastal Carolina University, portando con sé la maggior parte del suo staff. Il general manager Rick Mueller lasciò la squadra per i Philadelphia Eagles nel gennaio 2012.

### 2012
Bart Andrus, ex allenatore degli Amsterdam Admirals, nella NFL Europe, e coordinatore offensivo dei Nighthawks nel 2011, assunse il ruolo di allenatore e general manager il 9 agosto 2012. La quarta stagione della lega, con quattro squadre all'inizio del campionato previsto per il 26 settembre 2012, si rivelò un fallimento. La lega cessò le operazioni il 20 ottobre 2012, dopo quattro settimane, a causa di gravi problemi finanziari e di scarsa presenza di pubblico.